# دون نيكلسون
دون نيكلسون (بالإنجليزية: Don Nicholson)‏ هو سائق سباق أمريكي، ولد في 28 مايو 1927 في هالتاون في الولايات المتحدة، وتوفي في 24 يناير 2006 بسبب مرض آلزهايمر.